# Павло (Хомницький)
Павло́ Патри́кій Хомни́цький (нар. 19 травня 1954, Ванкувер) — єпископ Стемфордський Української греко-католицької церкви (УГКЦ), василіянин.

## Біографія
Владика Павло Патрикій Хомницький народився 19 травня 1954 р. в місті Ванкувер (Британська Колумбія, Канада).
Закінчив середню школу у Ванкувері й вчився в Університеті Британської Колумбії, захистивши бакалаврат за спеціальністю «Комерційна діяльність». Відтак кілька років працював бухгалтером.
13 листопада 1982 р. вступив до новіціату Василіянського Чину св. Йосафата у Ґлен-Кові (поблизу Нью-Йорка). Вічні обіти склав 1 січня 1988 р. у Римі. Був рукоположений на ієрея владикою Єронімом Химієм, ЧСВВ 1 жовтня 1988 р. у церкві Покрови Богородиці у Ванкувері.
Вивчав філософію в Папському інституті святого Ансельма в Римі і богослов'я в Папському Григоріанському університеті в Римі, захистивши у 1990 р. бакалаврат з богослов'я.
З 1990 р. по 1991 р. був парафіяльним сотрудником церкви святих Петра і Павла в Мандері (Альберта); 1991–1992 рр. — парох в околицях Лямонт, Стар-Пено, Скаро; 1992–1994 рр. — сотрудник церкви святого Василія Великого в Едмонтоні; 1994–1997 рр. — парох церкви Богородиці у Ванкувері; 1997–2000 рр. — настоятель монастиря святих Петра і Павла та парох церкви святих Петра і Павла в Мандері; 2000–2002 рр. — настоятель монастиря Святого Василія Великого в Едмонтоні; 2001–2002 рр. — парох церкви святого Василія в Едмонтоні.
5 квітня 2002 року іменований титулярним єпископом Буффади і призначений Апостольським екзархом для українців-католиків у Великій Британії. Хіротонія відбулася 11 червня 2002 р. в храмі святого Василія Великого в Едмонтоні (головний святитель — Блаженніший Любомир Гузар, співсвятителі — митрополит Михаїл (Бздель) та владика Лаврентій Гуцуляк).
16 червня 2002 р. у Лондоні відбулося введення владики Павла на екзарший престол.
3 січня 2006 року призначений єпархом Стемфордським (США). Введений на престол Стемфордської єпархії УГКЦ 20 лютого 2006 року. Владика Павло став наступником владики Василя Лостена, який від 7 грудня 1977 року був єпархом Стемфордським і, відповідно до канону 210 Кодексу Канонів Східних Церков, досягнувши 75-річному віку, подав Святішому Отцеві Бенедиктові XVI, Папі Римському, зречення з уряду.
Під час засідання Синоду Єпископів УГКЦ, що відбулося з 27 вересня по 5 жовтня 2007 року у Філадельфії (США), владику Павла Хомницького обрано членом Постійного Синоду УГКЦ.